# Godofredo Xavier da Cunha
Godofredo Xavier da Cunha, (Porto Alegre, 25 de fevereiro de 1860 – Rio de Janeiro, 2 de agosto de 1936) foi um magistrado brasileiro.
Filho de Felix Xavier da Cunha e Josefina Pinto Bandeira, casou com Emerita Bocaiuva, filha de Quintino Bocaiuva e sobrinha-neta da viscondessa de Macaé. Era sobrinho de Francisco Xavier da Cunha, neto do brigadeiro Francisco Xavier da Cunha e de Vasco Pinto Bandeira, sobrinho-bisneto de Rafael Pinto Bandeira e trineto de Francisco Pinto Bandeira.
Aos doze anos de idade, órfão de pai, mudou-se para o Rio de Janeiro para estudar, concluindo em São Paulo. Lá iniciou a Faculdade de Direito, seguindo o caminho paterno, concluindo o curso em Recife, em  1884. 
Foi promotor público em Nova Friburgo em 1884, e juiz municipal e de órfãos em Campos em 1885. Proclamada a República assumiu, em 15 de novembro de 1889 o cargo de Chefe de Polícia do Estado do Rio de Janeiro.
Em 1890 foi nomeado juiz federal no Rio de Janeiro. Foi nomeado Ministro do Supremo Tribunal Federal em 1909. Em fevereiro de 1927 foi eleito Presidente do Tribunal. 
Foi aposentado em fevereiro de 1931 pelo Governo Provisório de Getúlio Vargas.